# Le Jeune Casanova
Le Jeune Casanova (Il giovane Casanova) est un téléfilm franco-italo-belge en deux parties réalisées par Giacomo Battiato en 2002, produit par MediaTrade, France 2, Pathé Télévision, Radio-télévision belge de la Communauté française, TV5 et Tangram Film.

## Synopsis
1755, Venise.
Giacomo Casanova, un jeune homme téméraire et vif d'esprit, violoniste sans le sou issu d'une famille de comédiens, séduit autant qu'il agace ses contemporains. À la suite d'un concours de circonstances, il sauve de la noyade l'Ambassadeur de France Bernis qui le prend sous son aile.
Lentement, de femmes en femmes et d'aventures en aventures, Casanova esquisse son irrésistible ascension, celle qui va faire de lui le plus fameux séducteur de tous les temps...

## Fiche technique
- Titre original : Il giovane Casanova
- Titre français : Le Jeune Casanova
- Réalisateur : Giacomo Battiato
- Première assistante-réalisatrice : Zazie Carcedo
- Scénario : Giacomo Battiato, Michael Hirst et Nicola Lusuardi inspiré des Mémoires de Giacomo Casanova.
- Producteur : Giovanna Arata
- Producteur exécutif : Rosanna Roditi
- Directeur de la photographie :François Lartigue
- Musique : Paolo Buonvino
- Décors : Valérie Grall
- Montage : Claudio Di Mauro
- Son : Bernard Bats
- Effets spéciaux visuels : Paolo Zeccara
- Pays : France, Italie, Belgique
- Durée : 190 min
- Dates de premières diffusions :
  -  Italie : 5 février 2002 au 6 février 2002
  -  France : 10 mars 2002 au 11 mars 2002
  -  Allemagne : 16 février 2003
  -  Argentine : 15 mars 2003
  -  Hongrie : 6 novembre 2004

## Casting
Sauf indication contraire, les informations mentionnées dans cette section peuvent être confirmées par la base de données cinématographiques IMDb,  présente dans la section « Liens externes ».
- Stefano Accorsi (V. F. : Damien Ferrette) : Giacomo Casanova
- Thierry Lhermitte : Bernis
- Cristiana Capotondi (V. F. : Chloé Berthier) : Manon Balletti
- Silvana De Santis : Maniero
- Catherine Flemming : Elena
- Katja Flint : Madame de Pompadour
- Jean Benguigui : Silhouette
- François Berléand : Louis XV
- Virginie Caliari : Michelle
- Yann Collette : De Gramont
- Claire Keim : Elisabetta
- Roberta Mosca : Lucrezia
- Caterina Murino : Zanetta
- Alfredo Pea : Filippo
- Barbara Schulz : Charlotte de L'Estrades
- Sarah Auvray
- Bernard Charnacé
- Wilfred Benaïche
- Jérôme Covillault
- Philippe Dormoy
- Serge Feuillard

## Tournage

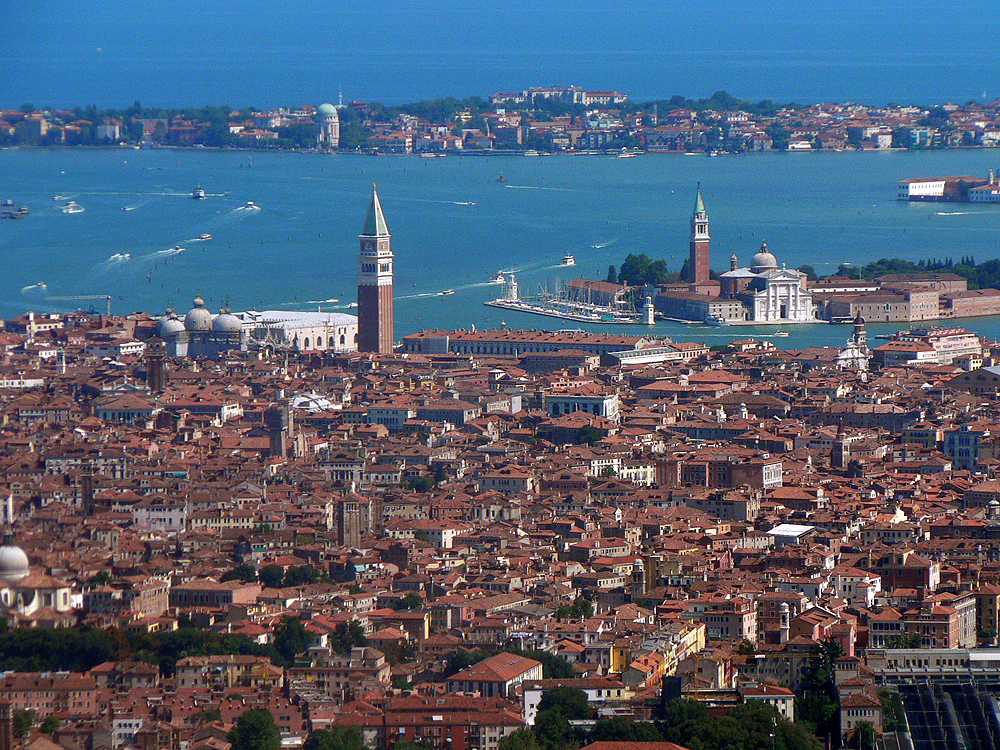
Le tournage du téléfilm s'est déroulé à la fois en France et en Italie, notamment à Venise.

Sauf indication contraire, les informations mentionnées dans cette section peuvent être confirmées par la base de données cinématographiques IMDb,  présente dans la section « Liens externes ».
Le téléfilm a été tourné en :
- Italie :
  - Venise (Vénétie)
- France :
  - Versailles (Yvelines)
  - Condécourt (Val-d'Oise)

## Réception
Le film est globalement bien accueilli par la presse, la prestation de Stefano Accorsi est largement plébiscitée.
Télé Poche affirme qu' « aventure, intrigues et romance s'agencent avec bonheur. »
Télérama juge que Stefano Accorsi, dans le rôle de Giacomo Casanova, est « à croquer » et que cette « mini-série est une gourmandise comme la télé ne nous en cuisine pas si souvent. »
Liliane Marcovici de Télé 7 jours donne au film trois 7 en louant sa trame de fond qui met en scène « les éternels mobiles que sont l'argent, l'ambition et surtout l'amour » ; elle souligne par ailleurs que Stefano Accorsi et Thierry Lhermitte « sont épatants, excellents même. »
Le Parisien lui attribue quatre étoiles et trouve la fougue du célèbre séducteur vénitien « magnifiquement mise en scène par Giacomo Battiato, dont la caméra se promène au plus près des personnages. » ; sont également encensés le jeu de Lhermitte, « tout en retenue », et celui d'Accorsi, décrit de la façon suivante : « [Accorsi] campe magistralement ce saltimbanque idéaliste au point d'en être presque naïf, qui subit tout à la fois l'implacable loi de la noblesse vénitienne et la trahison de son meilleur allié ».
Sur DVDfr, à l'occasion de la ressortie du DVD en 2015, Philippe Gautreau publie la critique suivante : le ton est « volontairement léger, superficiel, sans autre prétention que nous inviter à feuilleter un beau livre d’images. La photographie est somptueuse, même enchanteresse, légèrement estompée, dans des tons adoucis. » S'il loue également les prestations de Lhermitte et Accorsi, il s'attarde sur les actrices : « Comment résister aux charmes de Claire Keim, aux yeux gris perle de Catherine Flemming, à la beauté fragile de Barbara Schulz, à l’élégance de Katja Flint ? [...] La jeune Cristiana Capotondi incarne avec une présence extraordinaire la comédienne qui n’avait d’yeux que pour [Casanova] alors qu’elle n’était encore qu’une enfant et qu’il appelait petite sœur. » S'il trouve la musique « trop convenue », il souligne la part belle réservée aux figurants, qui se déplacent en foule « dans les décors princiers des canaux et palais vénitiens, pour la première partie, puis l’écrin royal du château de Versailles, pour la seconde ».

## Récompenses
- Festival international des programmes audiovisuels de Biarritz de 2002 : FIPA d'Argent[2]